# Lucio y Simplicio Godino
Lucio y Simplicio Godino (8 de marzo de 1908, Sámar, Bisayas, Filipinas-24 de noviembre y 6 de diciembre de 1936, Nueva York, EE. UU.) fueron unos gemelos siameses filipinos pigópagos (unidos por la parte baja de la espalda y las nalgas). Entre los siameses, los pigópagos femeninos son relativamente comunes, pero los pigópagos masculinos son extremadamente raros.

## Vida
Nacieron el 8 de marzo de 1908 en Sámar, una de las islas Bisayas, Filipinas. Los niños fueron descubiertos por un promotor estadounidense, que se los llevó a Nueva York, exhibiéndolos en Coney Island. Pero al poco tiempo, en la primavera de 1918, al descubrir el espectáculo, fue denunciado por la Society for the Prevention of Cruelty to Children. El caso atrajo la atención de Teodoro Yangco, el embajador de Filipinas en Estados Unidos y conocido filántropo, que se convirtió en su tutor. Cuando regresó a Manila en 1920 se los llevó consigo y los adoptó formalmente, aunque conservaron el apellido Godino. Inmersos en la alta sociedad, recibieron la mejor educación y se aficionaron a deportes como natación, tenis y golf y se convirtieron en talentosos músicos tocando varios instrumentos.
En 1929, por su 21 cumpleaños y para celebrar su mayoría de edad, su padre adoptivo les regaló un automóvil Ford. Ese mismo año, en agosto, contrajeron matrimonio en la catedral de San Pablo de Manila con unas jóvenes hermanas también nativas de Sámar, Natividad y Victorina Matos, gemelas idénticas pero no siamesas. La ceremonia ocupó la portada del periódico francés Le Petit Journal Ilustré.  Ninguno llegó a tener hijos. Tras la boda formaron una orquesta, la "All Filipino Band", con la que realizaron extensas giras por EE. UU. y Canadá tocando en salas de baile y teatros de vodevil, donde ellos tocaban varios instrumentos y bailaban con sus esposas.
Encontrándose en Nueva York en noviembre de 1936, Lucio contrajo neumonía y murió el 24 de noviembre. Los médicos, inspirándose en Eugene-Louis Doyen y su separación de Radica y Doodica, decidieron una separación de urgencia para salvar a Simplicio. La operación fue exitosa, pero el hermano superviviente murió 12 días después, el 6 de diciembre, de una meningitis espinal producto de la intervención.